# Бересток (Тернопольская область)
Бересто́к (укр. Бересток) — село в Залещицкой городской общине Чортковского района Тернопольской области Украины.
До 2020 года входило в Залещицкий район.
Код КОАТУУ — 6122088703. Население по переписи 2001 года составляло 223 человека.

## Географическое положение
Село Бересток находится на левом берегу реки Луча,
выше по течению на расстоянии в 4,5 км расположено село Солёное,
ниже по течению на расстоянии в 3 км расположено село Торское.
Рядом проходят автомобильная дорога М-19 (E 85) и
железная дорога, станция Ворволинцы в 1,5 км.

## История
- 1906 год — дата основания.

## Объекты социальной сферы
- Школа I ст.